# Willyan Rocha
Willyan da Silva Rocha (* 27. Januar 1995 in Rio de Janeiro) ist ein brasilianischer Fußballspieler.

## Karriere
Rocha begann seine Karriere beim CR Flamengo in seiner Heimatstadt. Zur Saison 2016 wurde er an den Viertligisten Desportiva Ferroviária verliehen. Für Ferroviária kam er zu fünf Einsätzen in der Série D. Im April 2016 kehrte er zu Flamengo zurück, wo er aber nie zum Profikader gehörte. Zur Saison 2017 wechselte er zum Grêmio FBPA nach Porto Alegre, von wo aus er direkt an den CA Votuporanguense verliehen wurde. Während der Leihe absolvierte er sechs Partien in der zweiten Spielstufe der Staatsmeisterschaft von São Paulo.
Im Juli 2017 wechselte der Verteidiger fest nach Portugal zum Zweitligisten CD Cova da Piedade. In seiner ersten Spielzeit in Europa kam er zu 31 Einsätzen in der Segunda Liga. In der Saison 2018/19 verpasste er einen großen Teil der Spielzeit verletzt und absolvierte insgesamt 14 Partien in der zweithöchsten portugiesischen Spielklasse.
Zur Saison 2019/20 wechselte Rocha zum Erstligisten Portimonense SC. In Portimão debütierte er im August 2019 in der Primeira Liga. In seiner ersten Spielzeit kam er zu 16 Einsätzen für Portimonense in der ersten Liga. In der Saison 2020/21 gelang ihm der Durchbruch in der portugiesischen Liga und der Innenverteidiger absolvierte 32 Partien, nur zwei Spiele verpasste er gesperrt. In der Saison 2021/22 kam er 26 Mal zum Zug.
Nach weiteren vier Einsätzen zu Beginn der Saison 2022/23 wechselte Rocha im September 2022 nach Russland zu ZSKA Moskau.

## Erfolge
Desportiva Ferroviária
- Staatsmeisterschaft von Espírito Santo: 2016

ZSKA Moskau
- Russischer Fußballpokal: 2022/23